# Maragha
Maragha oder auch Maragheh (persisch مراغه Marāghe, DMG Marāġe) ist eine Stadt in der iranischen Provinz Ost-Aserbaidschan 130 km südlich von Täbris.
Maragha liegt in dem in nord-südlicher Richtung verlaufenden Flusstal des Safi Chai an den südlichen Ausläufern des Sahand-Gebirges. Die Stadt hat ca. 155.000 Einwohner. Die Altstadt wird umschlossen von einer nur teilweise erhaltenen Mauer. Zwei noch gut erhaltene Steinbrücken sollen aus der Zeit Hülegüs stammen. Das Sahand-Gebirge schirmt die Stadt von den Nordwinden ab, so dass das Klima milder ist als z. B. in Täbris nördlich des Sahand. Sie ist umgeben von ausgedehnten Obstplantagen, die sich bis zum 30 km westlich gelegenen Urmiasee erstrecken. Einer ihrer Exportartikel ist Trockenobst. In der Stadt befindet sich eine Nebenstelle der Universität Täbris und die Islamic Azad University of Maragheh.

## Geschichte
Aus der Sassaniden-Zeit stammt ein Mithräum (auch Mehr-Tempel genannt), das teilweise 5 m unter der Erde erbaut wurde. Nachdem die Stadt im 7. Jahrhundert muslimisch wurde, fiel sie 1029 an die Oghusen. Diese wurden von einer lokalen kurdischen Dynastie abgelöst. 1221 wurde die Stadt von den Mongolen zerstört. Der Ilchan Hülegü machte sie dann jedoch zu seiner Residenzstadt (später wurde die Hauptstadt nach Täbris verlegt). Hülegü Khans Mutter und zwei seiner Ehefrauen gehörten der Apostolischen Kirche des Ostens an. Hülegüs Gemahlin Qutai Khatun führte die Epiphanias-Prozessionen wieder ein.
Am 8. Februar 1265 verstarb Hülegü in Maragha und wurde auf einer Insel im Urmiasee begraben. Der Sohn Tekuder (Il-Khan 1282–4) gestattete Gregorius Bar-Hebraeus eine Kirche und ein Kloster unterhalb des Observatoriums zu errichten. Rabban Bar Sauma, ein nestorianischer Christ aus Peking, ließ sich in Maragha nieder, nachdem er 1287 von Ilchan Arghun nach Europa gesandt worden war, um ein Bündnis mit dem christlichen Abendland gegen die Mamelucken in Ägypten zu schließen, um das Heilige Land vom Islam zu befreien. Bar Saumas Schüler Mar Yaballah III., Katholikos der Apostolischen Kirche des Ostens von 1281 bis 1317, verlegte seine Residenz von Bagdad nach Maragha.
1828 wurde die Stadt dann für einige Zeit von Russland besetzt.

## Sehenswürdigkeiten
Am bekanntesten sind vier Grabtürme (Gunbad oder Gonbad), wobei 3 der Seldschuken- und einer der Periode der Ilchane angehören: der Gonbad-e-Sorkh (Roter Turm, 1147), der Borj-e-Modavvar (Zylindrischer Turm, 1167), der Gonbad-e-Kabud (Blauer Turm, 1197) und der Gonbad Qufariye (1328). Der Gonbad-e-Kabud wird auch Mausoleum der Mutter Hülegü Khans genannt, obwohl die islamischen Kunsttraditionen entsprechende Ausstattung eventuell dagegen sprechen könnte, dass es sich tatsächlich um das Grabmal einer syrischen Christin handelt. Dieser Turm ist mit Mosaiken verziert, die eine Ähnlichkeit mit Penrose-Parkettierungen aufweisen. Darauf hatte schon 1992 Emil Makovicky von der Universität Kopenhagen hingewiesen. Anfang 2007 fanden Peter Lu und Paul Steinhardt weitere Hinweise darauf, dass islamische Handwerker schon im Mittelalter hochkomplexe Parkettierungen verwandten, die außerhalb der islamischen Welt, in der 'modernen' 'westlichen' Wissenschaft, erst heute mathematisch begründet/wiederentdeckt werden.
Das 1990 eröffnete Museum hat sich auf die Zeit der Ilchane spezialisiert. Im Garten des Museums befindet sich ein (modernes) Mausoleum für den Dichter Owhadi Maragheh'ei.
Nahe der Stadt liegt der Alavian-Stausee, der den Safi Chai aufstaut für Bewässerung der Obstplantagen.
Am Fuß des Sahand-Gebirges befindet sich das Dorf Kandovan (37° 49′ N, 46° 17′ O), dessen Häuser ähnlich wie in Kappadokien in die Felsen gebaut sind.
In ganz Iran ist der lokale Baustein, ein Travertin, als Maragha- oder auch Täbris-Marmor bekannt. Die Steinbrüche liegen 50 km nordwestlich in Dehkhvaregan (Alternativname: Azar-Shahr (37° 46′ N, 45° 59′ O)) in der Nähe des Urmiasees. Der Travertin wird in Deutschland mit dem Namen Persischer Travertin gehandelt. International wird er auch nach seinen Farben unter den Bezeichnungen Azarshar Red, Yellow, Onyx usw. exportiert.

## Observatorium Rasad Khaneh

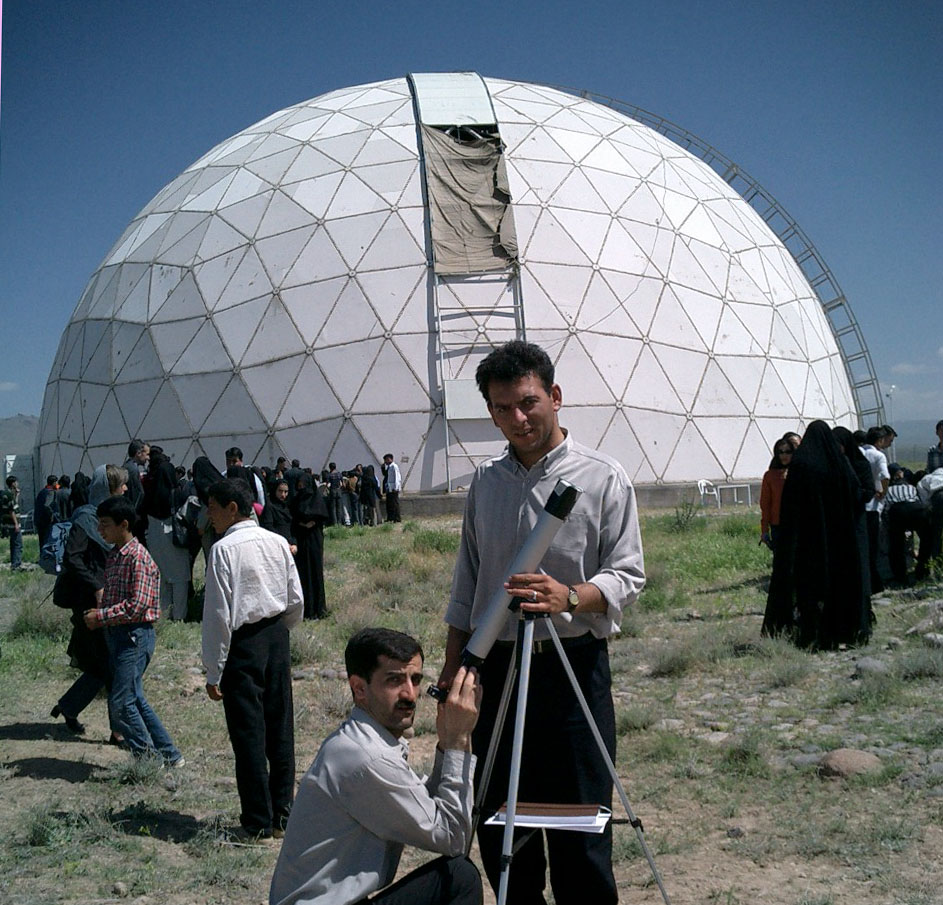
Venus-Transit 2004 am Schutzdach

Nahe Talebkhan (37° 23′ 45,9″ N, 46° 12′ 33″ O) liegen auf einem Hügel 3,8 km westlich der Stadt die Ruinen des Observatoriums Rasad Khaneh, das Hülegü 1259 bis 1262 für den Astronomen Nasīr ad-Dīn at-Tūsī errichten ließ. Auf einem zitadellenartigen Gelände von 340 auf 135 m2 stand ein vierstöckiger Bau. Die Instrumente wurden von Mu'ayyad al-Din al-Urdi in seinem Werk Die Qualität der Beobachtung beschrieben. An dem Observatorium und der Akademie arbeiteten neben iranischen und islamischen Forschern auch christliche, armenische und georgische sowie chinesische Mathematiker und Astronomen. Die Bibliothek enthielt 40.000 Bücher.
Die Astronomen bestimmten z. B. die jährliche Präzession der Äquinoktien auf 51 Bogensekunden (heutiger Wert 50,3″) oder 1° je 70,6 Jahre. Seit der Antike hatte man 66 2/3 Jahre angenommen. Die Ergebnisse wurden im Zij-i Ilkhani (Tafeln der Ilchane) zusammengefasst, welche die Position der Sterne und Planeten nach den Ergebnissen ihrer Forschung beschreibt. Das Werk war eine der Quellen der späteren Arbeiten von Nikolaus Kopernikus. Für sein Modell der Planetenbewegungen hatte at-Tusi die Tusi-Paare eingeführt, eine Methode, um eine oszillierende Linearbewegung durch die Überlagerung zweier Kreisbewegungen auszudrücken. Nikolaus Kopernikus verwendete sie z. B. für die Behandlung der Trepidation, einer fälschlichen Oszillation der Äquinoktien, die auf Thabit ibn Qurra zurückgehen soll. Am Observatorium wirkten unter anderem Mu'ayyad al-Din al-Urdi († 1266) (Urdi-Lemma) und Qutb ad-Din asch-Schirazi (1236–1311), der zeitgleich mit Theodorich von Freiberg den Regenbogen erklärte. Die Arbeiten wurden später in Damaskus, Samarkand und Istanbul fortgeführt (Maragha-Schule) und könnten Kopernikus beeinflusst haben (Tusi-Paare, Urdi-Lemma), auch wenn nicht geklärt ist, wie er davon Kenntnis erhielt (siehe z. B. Johannes Engel).
Nach lokaler Überlieferung befand sich auf dem Gelände der Sternwarte ein Beobachtungsbrunnen, aus dem heraus at-Tusi Sterne am Tage beobachtet haben soll.
Auch Hülegüs Bruder Kublai Khan ließ in China 27 Sonnenobservatorien errichten, wobei das Gaocheng-Observatorium in der Henan-Provinz noch zu besichtigen ist. Die engen verwandtschaftlichen Beziehungen der Herrscher führten zu einem Austausch zwischen islamischen und chinesischen Astronomen. Cha-Ma-Lu-Ting (auch Cha-Ma-Li-Ting; Transkription von Jamal al-Din) baute Instrumente für das Maragha-Observatorium und führte arabische Instrumente in China ein. Es ist möglich, dass der Timuridenfürst Ulugh Beg die Anlage als Kind sah und sie als Modell seines Observatoriums Gurkhani Zij in Samarkand nahm. Ein Himmelsglobus von 1279 aus dem Observatorium befindet sich im Mathematisch-Physikalischen Salon in Dresden.
Die Tradition wird seit 2003 fortgeführt vom Research Institute for Astronomy and Astrophysics of Maragha. Seit Neuestem werden die Ruinen durch eine Kuppel vor der Witterung geschützt.

## Verkehr

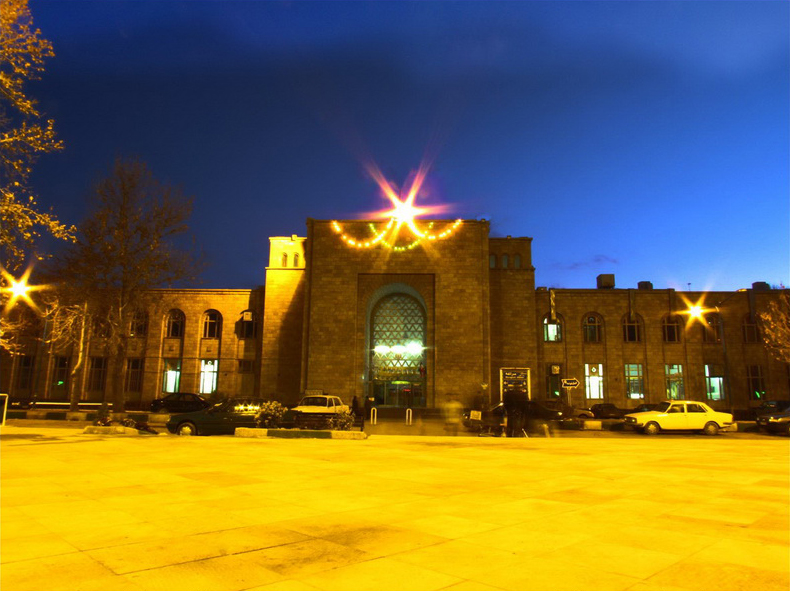
Bahnhof Maragha

Die Stadt liegt an der Bahnstrecke Teheran–Täbris. Hier zweigt die Bahnstrecke Maragha–Urmia nach Urmia ab, die bis Mahabad 2015 in Betrieb genommen wurde. 2016 sollte sie durchgehend bis Urmia befahren werden.

## Söhne und Töchter der Stadt
- Abd al-Qadir Maraghi (um 1350–1435), Musiker und Musiktheoretiker